# Pietro d'Amboise
Pietro d'Amboise (Tours, 1408 – Meillant, 28 giugno 1473) è stato un nobile francese.

Arma della famiglia d'Amboise

Pietro era figlio di Ugo VIII d'Amboise, morto nella battaglia di Azincourt nel 1415, e di Giovanna di Guénand.

## Biografia
Egli fu come suo cugino Luigi d'Amboise, visconte di Thouars (1392 – 1469), un compagno di lotta di Giovanna d'Arco nella battaglia di Orléans (12 ottobre 1428), consigliere e gentiluomo di camera del re di Francia Carlo VII, per il quale fu governatore della Turenna. Egli tuttavia prese parte nello stesso anno anche alla Praguerie , la rivolta della nobiltà francese contro Carlo VII.
Nel 1462 egli fu ambasciatore a Roma del nuovo re di Francia Luigi XI e nel 1465 entrò a far parte della Lega del bene pubblico, per la qual cosa nel 1466 venne espropriato dei suoi beni e si vide distruggere dalle truppe reali il castello di Chaumont, la sua fortezza più importante.
Pietro d'Amboise morì nel suo castello di Meillant nel Berry all'età di 65 anni. La sua salma fu inumata nel convento delle religiose di Sainte-Claire, a Bourges, che lui stesso aveva fondato

## Imprese compiute, incarichi espletati, signorie
- Consigliere e ciambellano di Carlo VII;
- Governatore de Turenna;
- Ambasciatore del re Luigi XI a Roma.
- Signore di Chaumont, Meillant, Sagonne, Les Rochettes, Asnières-en-Blésois), Saint-Vérain, Bussy, Preuilly, Les Bordes-Guénand, Moulins, Charenton;
- combatté con Giovanna d'Arco all'assedio d'Orléans;
- partecipò alla  Praguerie sotto il regno di Carlo VII;
- partecipò alla  "Lega del bene pubblico"  sotto il regno di Luigi XI il quale, per rappresaglia, gli confiscò tutti i beni e fece distruggere Chaumont, sua principale fortezza.

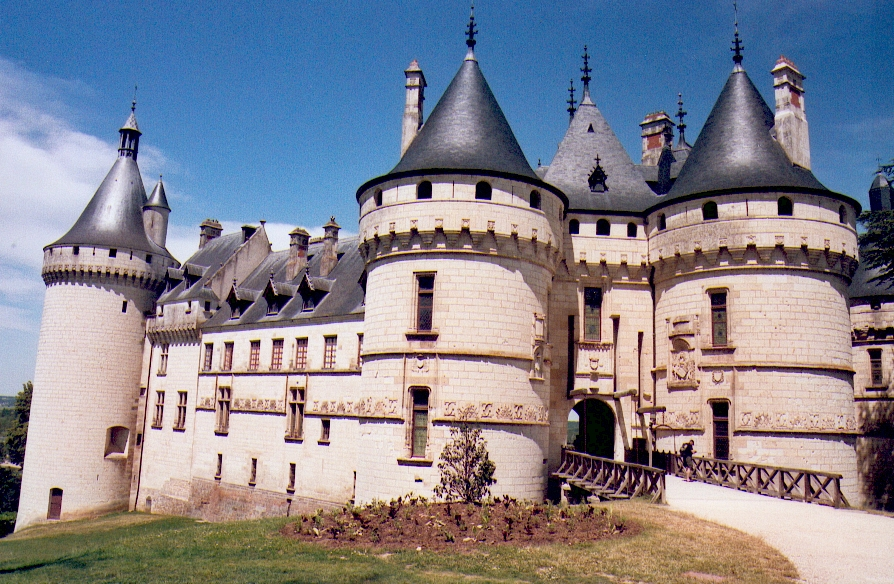
Il castello di Chaumont

## Matrimonio e discendenza
Il 23 agosto 1428 Pietro sposò Anne de Bueil, dama d'Aubijoux, figlia di Giovanni IV di Bueil e di Marguerite Dauphine d'Auvergne, contessa di Sancerre, dalla quale ebbe:
- Carlo I (1430 – 1481), favorito di Luigi XI;
- Luigi I (1433  – 1503), vescovo di Albi;
- Emery (1434-1512), Gran Maestro dell'Ordine di Malta, comandante delle armate di Francesco I nel milanese;
- Giovanni III (1434 – 1498), prima vescovo di Maillezais (1478-1481) e poi vescovo e duca di Langres;
- Giovanni IV (1440 – 1498), signore di Bussy, sposò Caterine di Saint-Belin dalla quale ebbe figli;
- Ugo (1445 – 1515), signore d'Aubijoux, sposò Maddalena di Lescun, dama di Sauveterre, dalla quale ebbe figli;
- Pietro III (1450 – 1505), vescovo di Poitiers;
- Maria, sposò Giovanni di Hangest, signore di Genlis;
- Anna, sposò Giacomo di Chazeron;
- Luisa (?-1516), sposò Guglielmo Gouffier de Boissy;
- Maddalena (1461 – 1497), badessa de Charenton e di Saint Menoux;
- Margherita (?-1495), sposò Jean Crespin ed in seconde nozze, il 10 ottobre 1457,  Giovanni II di Rochechouart, barone di Mortemer;
- Caterina, dama di Linières, sposò Pietro Tristano, barone di Castelnau-Bretenoux e di Clermont-Lodève, dal quale ebbe figli;
- Giorgio I (1460 – 1510), primo ministro di Luigi XII, vescovo di Rouen e cardinale.

### Fonti
- (FR)  Carré de Busserolle, Dictionnaire géographique, historique et biographique de l'Indre et Loire T.1, 1878, p 35
- (FR)  Moréri, Dictionnaire historique
- (FR)  Belleforest, Les grandes annales et histoire générale de France  T.2, 1579, p 1125.
- (FR)  P Champion, "Louis XI" T.1, p 130-134.